# Internet Explorer 6
Microsoft Internet Explorer 6（简称IE6）是微軟所開發的一套使用GUI的網頁瀏覽器，為Internet Explorer系列中的第6版，也是系列中產品生命周期最長的一個版本。
此外，IE6是最後一個軟體名稱標題為「Microsoft Internet Explorer」的版本，從Internet Explorer 7之後，所有的Internet Explorer軟體名稱都更改為「Windows Internet Explorer」。

## 技术变更
Windows XP發行前的不久，IE6就於2001年8月27日發行了。它的主要功能包含DHTML的提升、CSS 1、DOM 1以及SMIL 2.0等的部分支援，MSXML的引擎也提升到了3.0版本。其它次要的功能還包括了新版本的IEAK、音樂工具列、Windows Messenger、錯誤報告、圖片大小自動調整、P3P、和與Windows XP有異曲同工之妙的Luna界面（僅在Windows XP使用時會有），同時XBM的圖片檔案也不再被支援。

## 市場佔有率
在IE版本6的期間，它成為了最廣泛使用的網頁瀏覽器，勝過其先前版本Internet Explorer 5。其所有版本總合起來的市場佔有率在2002年時到達了80%以上，2003年時更是到達了95%。
由於微軟取得壓倒性的市場佔有率，以致微軟不再大力投入IE的開發，有長達5年的時間未對IE6進行根本性的效能升級或推出新版本。在這段期間，IE6的各種設計不良一一浮現，引起廣大用戶的不滿並飽受批評。而就在這種對獨佔者老大心態的不滿所交織而成的背景下，給了Mozilla Firefox（下稱Firefox）異軍突起的機會。
Firefox的諸多功能設計皆強烈針對IE6的各種缺陷，因而能大幅度吸引對IE6不滿的用戶轉向使用Firefox，Firefox於是在很短的時間內成為市佔率位居第二的網頁瀏覽器。來勢洶洶的Firefox迫使微軟正視新一波的瀏覽器大戰，終於在2006年10月推出了Internet Explorer 7，2009年3月又推出了Internet Explorer 8。愈來愈多新版本的IE發行，再加上很多網站已不再支援IE6瀏覽（如YouTube、Google Maps 等等），IE6遂逐漸退出了市場（按IE6 Countdown統計2013年全球市佔率已逐步下降到6.7%以下）。

## 批评

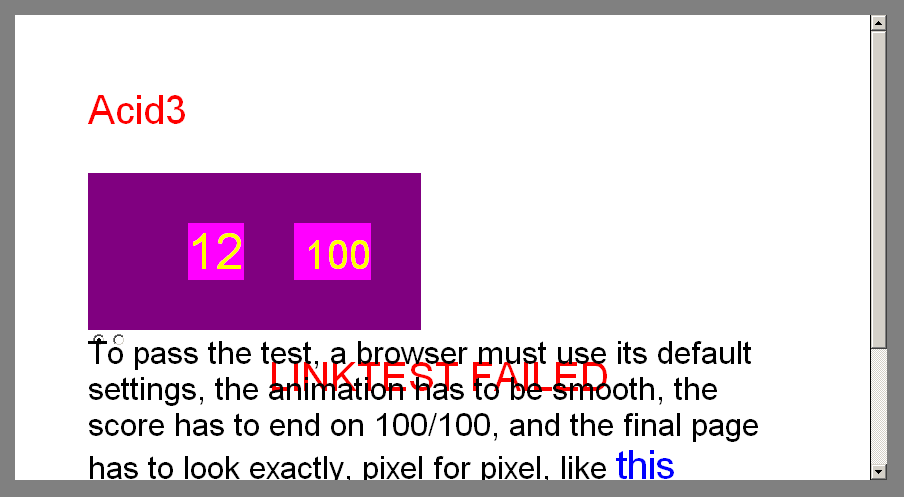
IE6無法通過Acid3測試

由於IE6有許多的問題，因此漸漸被許多人所詬病。現在不但各大網站已經陸續表態即將不支援IE6，連微軟本身也因為提供更新的IE7、IE8瀏覽器，而呼籲大家別再使用IE6。除了IE7、IE8等更新版本的出現之外，其它像Mozilla Firefox及Google Chrome等瀏覽器的出現，也是促使大家更急於丟棄IE6的原因之一。
2010年，網路巨擘Google開始逐步減少支援Internet Explorer 6。因為在谷歌遭到駭客攻擊時，IE6瀏覽器是容易遭到突破的一環。英國廣播公司（BBC）報導，谷歌表示，從2010年3月1日起，Google Docs等部分服務系統將無法與IE6「妥善地」運作，建議使用IE6的個人和企業「儘快」升級。
法國和德國政府也向國民提出建議，在IE瀏覽器漏洞修復之前，改用其他瀏覽器。微軟方面很快地更新瀏覽器，較例行安全更新提前了將近3週。然而，谷歌現在已經表示將逐步減少支援IE6，「從Google Docs和Google Sites開始」，因此使用IE6瀏覽器時，將無法使用這些服務的部分「主要功能」。
Google Docs用於開啟微軟Office文件，Google Sites則可用於建立新網頁。約20%的網路使用者還在使用這個9年前開發的瀏覽器，包括許多英國政府部門。然而，許多軟體開發商希望IE6瀏覽器能夠盡快被淘汰。超過70家網路公司發起的線上團體IE6 No More表示，由於IE6不支援現代網路格式，限制軟體開發商的發揮空間，「阻礙網路發展」。
歷經其他諸如Firefox、Safari、Opera和Chrome等瀏覽器的圍攻，微軟IE瀏覽器卻依舊屹立不搖，截至2010年2月，全世界仍有為數眾多的用戶仍在使用IE6，特别是在中国大陆和南韓，由於IE6存有許多資訊安全上的漏洞，再加上IE6對於網頁標準的支援也不完整，所以包括外界曾多次呼籲這群IE6的用戶應儘速升級到IE7以上的版本，或是考慮更換瀏覽器版本。
由於必須針對多款瀏覽器的相容程度來進行網頁設計的調整，對於許多網路公司也是一件棘手的事。為了徹底解決IE6對網頁標準支援不完善的困擾，包括YouTube、Facebook和Twitter在內的多家知名網站決定針對只要是最近曾使用IE6瀏覽器連上這些網站的朋友，可能都會發現網站所發出的警訊。以YouTube為例，站方便表明不再支援IE6瀏覽器，請網友儘快升級到最新的瀏覽器。YouTube還提供了Google Chrome、Firefox 3.5、IE 8.0、Safari以及Opera的下載連結。
微软也认为现时IE6和Windows XP阻碍了他们的新产品的发展，因此也在不断想方设法封杀IE6，如不能自动更新、不能存取微软官方网站、呼吁网站开发者不考量对IE6的支援等。IE开发团队的一个重要工作之一就是要敦促IE6用户放弃IE6并将其升级至IE的新版本，这项工作落实的重点地区是东亚地区。
微软澳大利亚分公司甚至在其官方网站的主页上刊登了一幅广告：“牛奶放久就会变味，老款IE6浏览器也是如此，并提醒IE6用户尽快升级到最新的IE8浏览器。”
2015年7月22日，微软发布Windows Server 2003 SP2上IE6的最后一个安全更新，自此IE6在各Windows平台的安全更新支持结束。

## 版本發佈
| 版本       | 發佈日期      | 重大變化                                                     | 包括於                                  |
| ---------- | ------------- | ------------------------------------------------------------ | --------------------------------------- |
| 6.0 Beta 1 | 2001年3月22日 | 更多的CSS的變化和錯誤修正至W3C的標準                         |                                         |
| 6.0        | 2001年8月27日 | 最終版本                                                     | Windows XP                              |
| 6.0 SP1    | 2002年9月9日  | 漏洞修補程序。最後一個支持Windows NT 4.0、98、2000和Me的版本 | Windows XP SP1及Windows Server 2003     |
| 6.05       | 2003年10月1日 | 更新，包含SP2。                                              | Windows Longhorn                        |
| 6.0 SP2    | 2004年8月25日 | 漏洞修補程序。加入Popup／ActiveX攔截器。Add-on管理員         | Windows XP SP2及Windows Server 2003 SP1 |
| 6.0 SP3    | 2008年4月21日 | 包含在XP SP3的最後更新                                       | Windows XP SP3及Windows Server 2003 SP2 |